# St. Georgen am Walde
St. Georgen am Walde, Sankt Georgen am Walde – gmina targowa w Austrii, w kraju związkowych Górna Austria, w powiecie Perg. Liczy 2047 mieszkańców (1 stycznia 2015).

## Współpraca
Miejscowości partnerskie:
- Cuijk, Holandia
- Lalín, Hiszpania
- Lalinde, Francja
- Linden, Niemcy
- Lubbeek, Belgia